# Matyxsjön
Matyxsjön este o arie protejată (arie specială de conservare — SAC, sit de importanță comunitară — SCI) din Suedia întinsă pe o suprafață de 27,9 ha, integral pe uscat.

## Localizare
Centrul sitului Matyxsjön este situat la coordonatele 60°37′17″N 17°20′09″E / 60.6215°N 17.3359°E.

## Înființare
Situl Matyxsjön a fost declarat sit de importanță comunitară în ianuarie 1997 pentru a proteja 2 specii de plante și 2 specii de animale. Situl a fost protejat și ca arie specială de conservare în martie 2011.

## Biodiversitate
Situată în ecoregiunea boreală, aria protejată conține 6 habitate naturale: Taiga vestică, Mlaștini turboase de tranziție și turbării mișcătoare, Ape puternic oligomezotrofe cu vegetație bentonică cu Chara spp., Mlaștini împădurite, Mlaștini alcaline, Păduri fino-scandinave bogate în ierburi cu Picea abies.
La baza desemnării sitului se află mai multe specii protejate:
- plante (2): Hamatocaulis vernicosus, moșișoare (Liparis loeselii)
- nevertebrate (2): Dytiscus latissimus, Vertigo geyeri